# Akodon torques
Akodon torques é uma espécie de roedor da família Cricetidae.
Apenas pode ser encontrada no Peru.